# 朗贝维尔
朗贝维尔（法語：Lamberville，法語發音：[lɑ̃bɛʁvil]）是法国芒什省的一个市镇，属于圣洛区。

## 地理
朗贝维尔（49°4'48"N, 0°54'31"W）面积7.12 平方千米，位于法国诺曼底大区芒什省，该省份为法国西北部沿海省份，西、北、东北三面环大西洋，东起顺时针与卡爾瓦多斯省、奧恩省、马耶讷省和伊勒-维莱讷省接壤。
与朗贝维尔接壤的市镇（或旧市镇、城区）包括：比耶维尔、圣阿芒维拉日、圣让代勒。

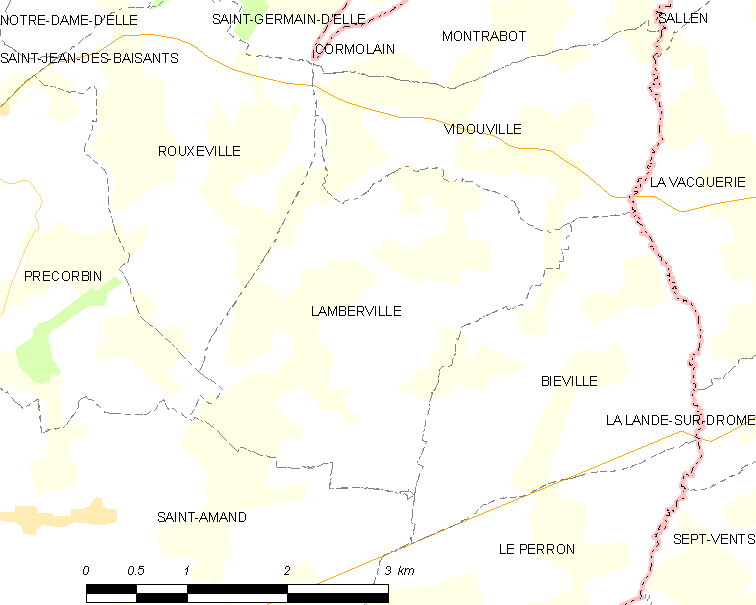
朗贝维尔的OSM定位图

朗贝维尔的时区为UTC+01:00、UTC+02:00（夏令时）。

## 行政
朗贝维尔的邮政编码为50160，INSEE市镇编码为50261。

## 政治
朗贝维尔所属的省级选区为维尔河畔孔代县。

## 人口

1962-2008年间朗贝维尔人口变化图示

朗贝维尔于2022年1月1日时的人口数量为167人。